# Sándor Schmidt
Sándor Schmidt (Szeged, 29 de janeiro de 1855 – Budapeste, 16 de maio de 1904) foi um mineralogista, professor universitário, reitor, membro correspondente da Academia Húngara de Ciências (1891). Como parte de suas atividades educacionais, ele inicialmente ensinou mineralogia (cristalografia e sistemática mineral), depois litologia e depois geologia para estudantes universitários (estudantes de engenharia, artes liberais, medicina e farmácia). Seu trabalho de pesquisa foi limitado ao mundo dos minerais. Ele lidou principalmente com a morfologia dos cristais. Ele examinou as formas cristalinas de cerca de 20 espécies minerais, descreveu novas formas anteriormente desconhecidas ou esclareceu as anteriores. Sua atividade como escritor profissional também foi decisiva. Ele tinha uma coleção significativa de livros especializados e minerais.

## Vida
Seu pai Ádám Schmidt (1814?-1876) foi vereador, oficial de justiça. Ele era o tesoureiro de um banco de poupança em Szeged, sua mãe era Laura Prásznovszky de Assakürt. Suas irmãs eram Mária (János Götz) e Hermin.
Ele cursou o ensino médio em Szeged, na escola dos Piaristas . Além de seu notável talento para desenho e ciências naturais, ele também se interessava por literatura. Ele também escreveu contos com o patrocínio de seu tio, alguns deles foram publicados em Vasárnapi Ujság. Em 1871, aos 16 anos, ingressou na Universidade de Arte de Budapeste. Na mineralogia, sob a influência de József Szabó, a petrologia (petrologia investigativa) e a geologia dominaram. Na universidade de artes, foi aluno de József Schmidt Krenner, que rapidamente o notou.

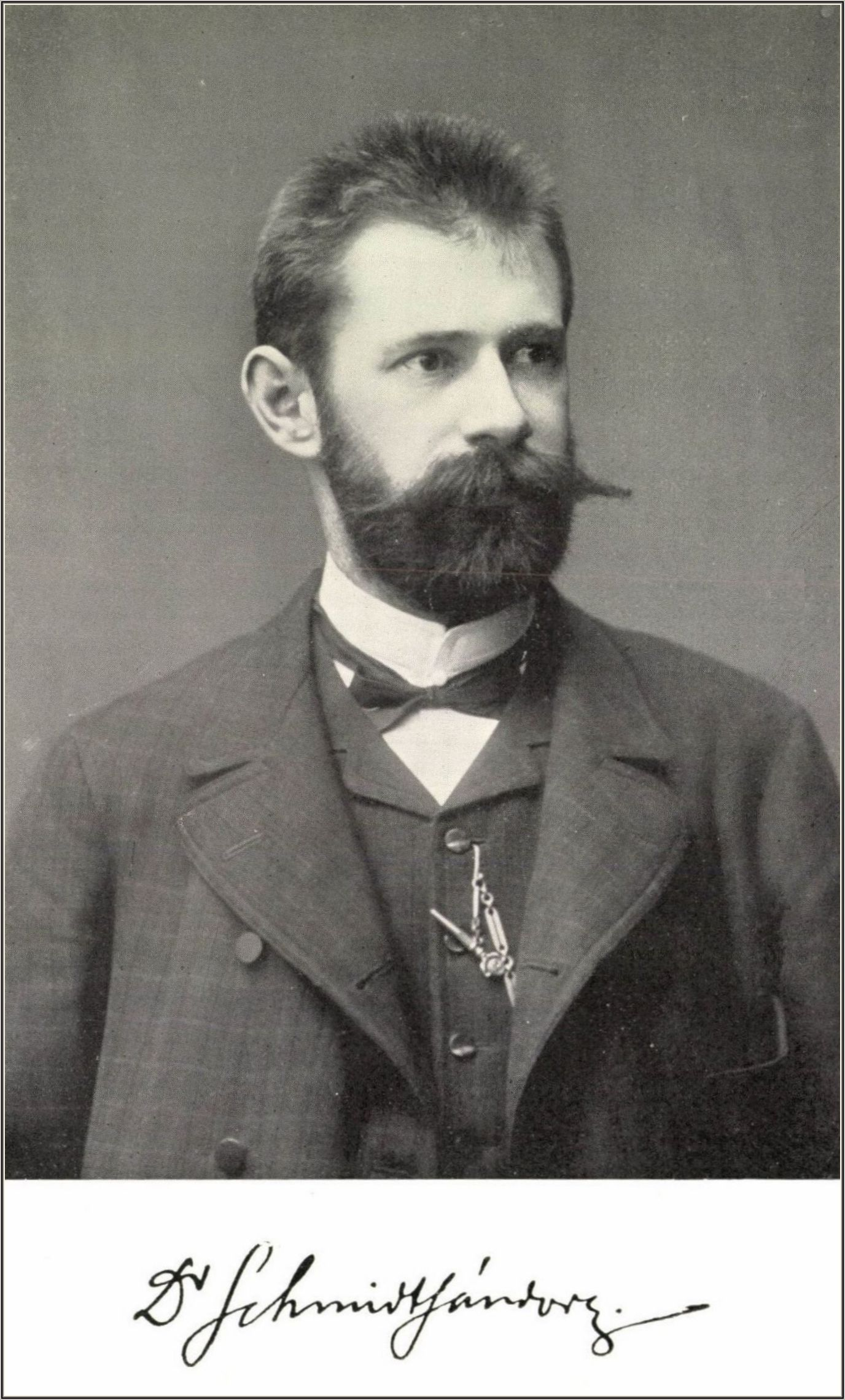
Sándor Schmidt em 1908. Junto à sua assinatura

Em 1875, obteve o diploma de professor, já que o curso geral de ciências naturais não conferia diploma, e passou a lecionar como professor regular de estudos quantitativos no VI. na escola de meninos do distrito, depois entre 1876 e 1880 no IV. Ele era um professor temporário de história natural na escola distrital. Em 5 de outubro de 1876, através de Krenner, ele se tornou assistente no departamento de coleção de minerais do Museu Nacional Húngaro e se casou ainda jovem. Já em seus primeiros anos, foi produzida toda uma série de publicações cheias de desenhos de minerais que atestam suas observações cristalográficas precisas e habilidades de desenho. Sua primeira tese foi publicada em Műyegetemi Lapok, enquanto realizava seus testes no Laboratório de Mineralogia e Geologia de Műyegetim até 1882 e depois até 1885. 
Em reconhecimento ao seu trabalho, por sugestão de József Szabó, foi nomeado professor extraordinário da Universidade de Ciências de Budapeste em 1890 e, por recomendação de József Krenner, em 8 de maio de 1891, da Academia Húngara de Ciências III. selecionou-o como um membro correspondente de sua classe. Em 17 de junho de 1893, foi promovido a guarda do Museu Nacional Húngaro. Segundo Gábor Bidló, que elaborou sua trajetória de vida, seu estudo Relações geológicas de Cinkota, apresentado em outubro de 1893, mostra o observador perspicaz que teria sido um digno sucessor de József Szabó também neste campo, que, após sua morte em abril de 1894, foi substituído por Schmidt até o final do semestre e deu as aulas (o que também foi importante porque as duas disciplinas que lecionava eram obrigatórias para estudantes de humanidades, medicina e farmácia). De acordo com o desenvolvimento e as exigências da ciência, o departamento do falecido professor de mineralogia e geologia foi posteriormente dividido em dois pela administração da universidade. Assim foi criado o novo Departamento de Mineralogia e Geologia (combinado com Geologia com o Departamento de Paleontologia deixado vago pela morte de Miksa Hantken - em 1893), que durante o verão recebeu o título de professor catedrático por József Krenner (que na época era professor titular público na Universidade de Ciências Aplicadas e diretor-guardião do Museu Nacional Húngaro) foi preenchido, e ele foi chamado de volta de seu cargo de vice e foi convidado para o cargo vago de Krenner na Universidade de Aplicada Ciências como deputado. Nesse ínterim, na universidade de ciências, a mineralogia foi combinada com a geologia petrográfica para formar o departamento de terra e paleontologia, que Antal Koch, professor da Universidade de Cluj, foi convidado a chefiar.
Faleceu em Budapeste, no dia 16 de maio de 1904, às nove e meia da noite, aos 49 anos de vida e 28 de casamento, após um longo período de sofrimento devido a um problema cardíaco. Seus restos mortais foram sepultados no cemitério Kerepesi úti de acordo com a cerimônia da Igreja Matriz Católica Romana. Gusztáv Rados fez um elogio em seu funeral.  
Sandor Schmidt 3857 em 1909,  biblioteca especializada foi transferida para a biblioteca Somogyi em Szeged. Em 1904, sua viúva e filho, interpretando o testamento do falecido, fizeram uma oferta à cidade para comprar 11 mil por uma coroa. No entanto, a assembleia geral de Szeged só decidiu sobre isso em 1908 e, finalmente, 10 mil por uma coroa, à qual o Ministro da Educação Pública Albert Apponyi 5000 doaram, eles compraram. O falecido deixou para trás 5.500 volumes de livros de mineralogia e cristalografia. Segundo a pesquisa de Gábor Bidló, com base em um catálogo feito em 1904, os 2.200 livros especializados de Sándor Scmidt, além de periódicos e edições especiais (as mais raras obras de mineralogia e geologia também estavam disponíveis em exemplares originais, Agricola, Albertus Magnus, Hauy, Romé de l'Isle, Beudant livro e obras húngaras na íntegra), em meio aos bombardeios da Segunda Guerra Mundial em Budapeste, e a parte que seu filho fugiu para Marosvásárhely foi posteriormente destruída lá, durante a queima de livros. 
A coleção de minerais coletados em torno de Budapeste, que é outra parte do legado, bem como as lembranças coletadas durante a enchente em Szeged, foram oferecidas ao museu da cidade, que foi realizado ainda em 1904. A coleção composta por 118 minerais (47 fluorita, 43 calcita, 14 pirita, 11 barita, 2 quartzo e 1 aragonita) foi organizada por Ferenc Móra, e posteriormente chegou a Budapeste via intercâmbio.
Ele era membro da Associação Geológica Húngara desde 1876 e foi seu secretário por cinco anos, de 1877 a 1881, depois membro do comitê e vice-presidente de 1901 a 1903.  Ele era membro honorário da Dugonics Society, membro do comitê da associação de testadores de materiais e membro da sociedade de ciências naturais .
Sua esposa Dra. Matild Szalay de Csalóközi, nascida Sándorné Schmidt, era a encantadora filha de László Szalay, um proprietário de terras deVelzitelek. O casamento deles foi realizado em Suhogy em 15 de agosto de 1877. Fyúk Béla Schmidt (1881–1943) foi médica.

## Ligações Externas
- O local. Oficial do antigo círculo de autoformação de jovens do ensino médio, nas reuniões de formação realizadas nos dias 15 e 18 deste mês, Szegedi Híradó 12º ano, número 152, 21 de dezembro de 1870 ( adt.arcanum.com )
- Convite aos jovens de Szeged nas instituições de ensino superior em Buda-Pest! Szeged Híradó, volume 11, número 102, 23 de dezembro de 1869 ( adt.arcanum.com )
- Szeged circle, archives.hungaricana.hu (1874)
- O "círculo Szeged" com sede em Budapeste, Budapesti Közlöny, volume 8, número 287, 16 de dezembro de 1874 ( adt.arcanum.com )
- Mortes / Dezsőke Schmidt, Vasárnapi Ujság, volume 42, edição 29, epa.oszk.hu - 21 de julho de 1895.

Obituário de Dezsőke Schmidt, dspace.oszk.hu - 1895
- (Sándor Schmidt) O m. fora. obituário do conselho da Universidade de József , dspace.oszk.hu - 1904
- Dr. Hugó Böckh : Discurso em homenagem ao Dr. Sándor Schmidt (com retrato) (pp. 165-174) - incluindo o discurso do Dr. Ferenc Schafarzik no caixão de Sándor Schmidt.; Lista das obras do Dr. Sándor Schmidt. –, Boletim Geológico XXXVI. volume · 4-5. livreto, epa.oszk.hu - 1906 abril-maio